# Psychotria sylvatica
Psychotria sylvatica är en måreväxtart som beskrevs av Carl Ludwig von Blume. Psychotria sylvatica ingår i släktet Psychotria och familjen måreväxter. Inga underarter finns listade i Catalogue of Life.